# Гаотан
Гаота́н (кит. упр. 高唐, пиньинь Gāotáng) — уезд городского округа Ляочэн провинции Шаньдун (КНР).

## История
Уезд Гаотан был создан ещё при империи Хань.
При империи Тан императрица У Цзэтянь в 690 году сменила название государства на «Чжоу». Дабы избежать употребления табуированного иероглифа «Тан», в 693 году название уезда было изменено на Чунъу (祟武县). Когда после её смерти в 705 году к власти вернулся Чжун-цзун, государству было возвращено название «Тан», и переименование уезда было отменено.
При империи Поздняя Лян в 908 году уезд был переименован в Юйцю (鱼邱县). При империи Поздняя Тан в 924 году ему было возвращено название Гаотан.
Когда в 936 году Ши Цзинтан основал империи Поздняя Цзинь, то из-за того, что иероглиф «Тан» в названии уезда читался точно так же, как и иероглиф в личном имени нового императора, уезд был переименован в Цичэн (齐城县). При империи Поздняя Хань в 948 году уезду было возвращено название Гаотан.
После установления власти монголов уезд Гаотан в 1270 году был поднят в ранге до области (高唐州), которой было подчинено 6 уездов. После основания в 1368 году китайской империи Мин в составе области осталось 3 уезда. При империи Цин в 1730 году область была поднята в статусе до «непосредственно управляемой» (то есть стала подчиняться напрямую провинции, минуя промежуточное звено в виде управы), в её состав входило 4 уезда. В 1734 году область была лишена этого статуса, и подчинена Дунчанской управе (东昌府).
После Синьхайской революции в Китае была проведена реформа структуры административного деления, в ходе которой области были упразднены, и в 1913 году область была преобразована в уезд.
В 1949 году уезд вошёл в состав Специального района Ляочэн (聊城专区) новообразованной провинции Пинъюань. В 1952 году провинция Пинъюань была расформирована, и Специальный район Ляочэн был передан в состав провинции Шаньдун. В 1958 году к уезду Гаотан был присоединён уезд Юйчэн, но в 1961 году он был воссоздан. В 1967 году Специальный район Ляочэн был переименован в Округ Ляочэн (聊城地区).
Постановлением Госсовета КНР от 29 августа 1997 года были расформированы округ Ляочэн и городской уезд Ляочэн, а вместо них образован Городской округ Ляочэн.

## Административное деление
Уезд делится на 3 уличных комитета и 9 посёлков.